# Jongeren Esperanto Nieuws

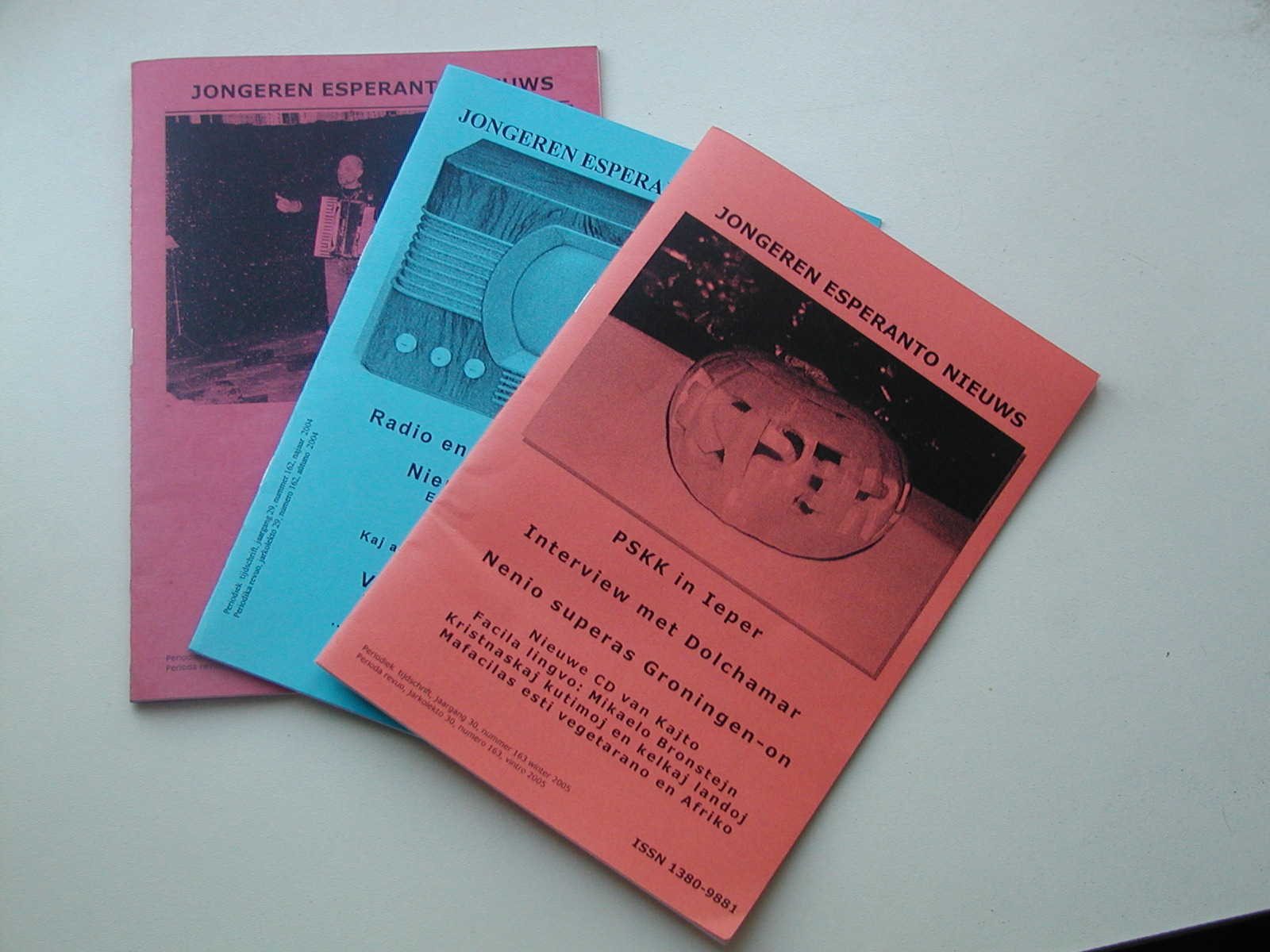

Jongeren Esperanto Nieuws (JEN) is een Esperanto-tijdschrift dat van 1975 tot 2008 gezamenlijk werd uitgegeven door de Nederlandse en Vlaamse Esperanto-jongerenverenigingen (respectievelijk NEJ en FLEJA). De JEN werd in Nederland opgevolgd door NEJ-novaĵoj, de nieuwsbrief van de vereniging Nederlandse Esperanto-Jongeren, en Pos-Amiko, een satirisch tijdschrift ook uitgegeven door de Nederlandse vereniging.
De JEN verscheen aanvankelijk zesmaal, en later viermaal per jaar en telde gemiddeld zo'n 20 bladzijden. Aangezien het tijdschrift naast ervaren Esperanto-sprekers ook beginners en geïnteresseerden als doelpubliek had, bevatte het niet alleen artikels in het Esperanto, maar ook in het Nederlands. Naast verenigingsnieuws had de JEN vooral veel artikels over voorbije en komende internationale bijeenkomsten. Verder werd in het tijdschrift ook aandacht geschonken aan alles wat met taal te maken heeft, zoals de recente spellingshervormingen in het Nederlands of de taalproblematiek binnen de Europese Unie. Ook de Esperantocultuur kwam aan bod in de vorm van recensies van recent verschenen cd's of boeken. Leden van de Vlaamse en Nederlandse Esperanto-jongerenverenigingen kregen de JEN gratis thuisgestuurd.

## Redacteurs door de jaren heen
- Fimke Brons (september 1975 tot juni 1976)
- Herman Deceuninck (juli 1976 tot december 1982)
- Henk Diender (juli 1976 tot maart 1983)
- Hans Muller (november 1977 tot april 1978)
- Dirk De Weerdt (januari 1983 tot juni 1984)
- Kees de Boer (maart 1983 tot september 1984)
- André Ruysschaert (juli 1984 tot april 1986)
- Jan van Hulten (september 1984 tot februari 1987)
- Patrick Haerick (mei 1986 tot oktober 1989)
- Hiddo Velsink (maart 1987 tot juni 1988)
- Saskia Idzerda (november 1987 tot juni 1991)
- Peter Bunck (juli 1988 tot oktober 1990)
- Stefaan Cottenier (november 1989 tot december 1992)
- Gaco Nauta (november 1990 tot april 1992)
- Rineke Hoens (november 1990 tot december 1993)
- Arjen-Sjoerd de Vries (juli 1991 tot december 1993)
- Yves Nevelsteen (januari 1993 tot augustus 1994)
- Sjoerd Bosga (januari 1994 tot juni 1997)
- Ilja de Coster (september 1994 tot juni de 2000)
- Oscar Debats (mei 1996 tot oktober 1997)
- Johan Bleij (november 1997 tot juni de 2000)
- Joost Witteveen (januari 1998 tot februari 2001)
- Lode Van de Velde (januari 2001 tot juli 2003)
- Yves Nevelsteen (januari 2004 tot april 2008)

Opmerking: de redactie bestond traditioneel uit 1-3 Nederlanders en 1-2 Vlamingen.